# Абросімов Валерій Іванович
Валерій Іванович Абросімов (09. 08. 1948, м. Антрацит Луганської області) – український фізик, доктор фізико-математичних наук, старший науковий співробітник Інституту ядерних досліджень НАН України.
Навчався на фізичному факультеті Варшавського університету під керівництвом відомого фізика-теоретика професора Зжислава Шиманьского, протягом року після його закінчення (до 1973-го) працював і стажувався там, аж доки не повернувся в Україну. З 1975 – року вступає до Інституту ядерних досліджень НАНУ на аспірантуру, де в 1982 році захищає кандидатську дисертацію під керівництвом професора Вілена Митрофановича Струтинського за напрямком дослідження колективних явищ у збуджених складних ядрах, де вперше визначено роль коливань поля спарювання при збудженні бетавібраційних станів у парних ядрах у реакціях передачі двох нейтронів і при альфа-розпаді. 
З 1998 - провідний науковий співробітник. Абросімовим запропонований метод опису середніх властивостей колективних збуджень у складних ядрах, виходячи з процедури статистичного усереднення квантових величин і рівнянь по ансамблю мікроскопічних станів квантової системи разом із В. М. Струтинським, а також розроблена модель, що базується на динаміці у фазовому просторі.
Співпрацював з Й. Рандрупом (Берклі, США), В. М. Коломійцем, М. Ді Торо (Національний інститут ядерної фізики, Катанія, Італія). За результатами багаторічних досліджень у сфері ядерної фізики Абросімовим було узагальнено макроскопічний підхід, запропонований для вивчення динаміки ядерної поверхні, на опис об’ємних колективних збуджень у скінченній ядерній фермі-рідині (модель малих коливань краплі фермі-рідини) та в 1997 отримано науковий ступінь доктора фізико-математичних наук. 
В подальшому Валерій Іванович працював із А. Деллафіоре (Національний інститут ядерної фізики, Флоренція, Італія) та Д. Бринком (Оксфорд, Англія), співпрацював із Інститутом iм. Нільса Бора (Копенгаген, Данія), Національним інститутом ядерної фізики (Катанiя, Флоренція, Італія), Інститутом теоретичної фізики Мюнхенського технічного університету (Мюнхен, Німеччина) та Технологічним інститутом Лундського університету (Лунд, Швеція), бере участь у міжнародних проєктах в Німеччині та виступає науковим керівником у КНУ ім. Тараса Шевченка та НТУУ "КПІ".